# Benny Mardones
Benny Mardones (Cleveland, 9 novembre 1946 – Menifee, 29 giugno 2020) è stato un cantante e musicista statunitense.

## Biografia
Divenne celebre soprattutto per la traccia Into the Night, che entrò nella Top 20 della classifica Billboard Hot 100 due volte, la prima nel 1980 e la seconda nel 1989.
Mardones è morto nel giugno 2020, a 73 anni, per le complicazioni della malattia di Parkinson, che gli era stata diagnosticata quando ne aveva 54.

## Vita privata
Si sposò tre volte. La sua terza moglie fu la danese Jane Braemer, che lo assistette fino all'ultimo. Da uno dei precedenti matrimoni il cantante ebbe il suo unico figlio, Michael.

## Discografia
- 1978 - Thank God for Girls
- 1980 - Never Run, Never Hide
- 1981 - Too Much to Lose
- 1989 - Benny Mardones
- 1996 - Stand By Your Man
- 1998 - Bless a Brand New Angel
- 2002 - A Journey Through Time
- 2006 - Let's Hear it for Love